# Virgen de Carejas
La Virgen de Carejas es la patrona de la villa de Paredes de Nava, Palencia, España. 

## Historia
Parece que de muy antiguo le viene a Paredes de Nava la devoción mariana. El profesor Martín Cea ya recoge la celebración de fiestas en honor de la Virgen en pleno siglo XV. Desde entonces son numerosas las referencias del culto de los paredeños a la Nuestra Señora de Agosto, Nuestra Señora de Cantomenudo (parece ser que patrona de la villa), etc. Desde hace varios siglos esta devoción tiene su centro en la Virgen de Carejas, Patrona de la villa. Una de las imágenes más queridas en la zona sur de la provincia y con un buen número de devotos. Fue coronada canónicamente en agosto de 2008.